# تاكر غيتس
تاكر غيتس (بالإنجليزية: Tucker Gates)‏ هو منتج تلفزيوني ومخرج ومخرج أمريكي، ولد في القرن العشرين في الولايات المتحدة.